# Трансформеры: Эпоха истребления
«Трансформеры: Эпоха истребления» (англ. Transformers: Age of Extinction) — американский научно-фантастический боевик режиссёра Майкла Бэя, четвёртый фильм из серии о Трансформерах. Является продолжением фильма «Трансформеры 3: Тёмная сторона Луны». 22 июня 2017 года в российский прокат вышло продолжение этого фильма — «Трансформеры: Последний рыцарь».
Премьера состоялась 26 июня 2014 года в IMAX и 3D. В России премьера состоялась 26 июня 2014 года. Слоган фильма: «Сражаться вместе… Или погибнуть вместе». Картина стала 19-м фильмом в истории, преодолевшим рубеж в $1 млрд.

## Сюжет
События фильма начинаются с того, как во времена динозавров на планете Земля некие инопланетные существа уничтожают большой участок поверхности, превращая его в необычный металл — трансформий. После, уже в наше время, Дарси Тайрил прибывает на место раскопок в Арктике, где люди Джошуа Джойса, главы компании KSI обнаружили трансформий, а точнее киберформированных динозавров.
В 2017 году люди вспоминают, как пять лет назад война с десептиконами в Чикаго забрала 1300 человеческих жизней, после чего трансформеров возненавидели. Группа солдат отряда «Могильный Ветер» обнаруживает Рэтчета, спрятавшегося в трубе на заброшенном корабле. Они подрывают половину корабля, однако тот выживает и пытается улизнуть. Тем не менее, им удаётся отстрелить ему ногу. Молящий о пощаде Рэтчет падает, и в этот момент появляется загадочный наёмный убийца трансформер Локдаун и спрашивает медика о местонахождении Оптимуса Прайма. Рэтчет отказывается говорить, Локдаун вырывает его Искру и забирает её как трофей.
Тем временем, в сельском Техасе непризнанный роботехник Кейд Йегер покупает старый грузовик в надежде разобрать его на запчасти, продать, и оплатить обучение 17-летней дочери Тессы в колледже. Кейд чинит грузовик и обнаруживает, что он состоит из странного неземного сплава и передаёт странный сигнал при подключении к аккумулятору: «Вызываю всех автоботов». Кейд приводит Тессу и Лукаса, чтобы показать им это, и говорит, что грузовик — замаскированный трансформер. Они неодобрительно реагируют на то, что Кейд собирается скрывать пришельца от правительства, и вдруг грузовик трансформируется в разъярённого Оптимуса Прайма и начинает угрожать людям. Успокоившись, Оптимус благодарит героя за починку и говорит, что ему надо спешить к другим автоботам. Кейд уговаривает Прайма остаться до восстановления. Лукас уезжает в город за запчастями и инструментами. Когда он приезжает обратно, то видит, как оперативники «Могильного Ветра» во главе с Джеймсом Савоем окружили ферму Йегеров и угрожают убить всех её жителей, если никто из них не скажет, где Оптимус Прайм. Становится понятно, что это Лукас позвонил в ЦРУ в надежде за вознаграждение выдать трансформера. Оптимус выходит из подземного укрытия, чтобы бежать от оперативников и прибывшего Локдауна, в то время как жителей фермы спасает парень Тессы — ирландский раллийный гонщик Шейн Дайсон. Оказывается, он и Тесса давно вместе, что вызывает у Кейда бурный протест. Вся компания уходит от оперативников во время длительной погони, но теперь уже Локдаун продолжает преследование. Оптимус сражается с ним и побеждает, но с большим трудом, а Лукас погибает от гранаты Локдауна, превратившись в обугленную статую. Савой, видя, что проигрывает бой, приказывает прекратить преследование.
Кейд с помощью захваченного во время погони летающего мини-дрона обнаруживает, что оперативники работают с KSI, с которыми сам Кейд когда-то работал. Также он обнаруживает, что все его деньги на банковской карте заблокированы, и что их разыскивает полиция. Оптимус забирает их с заправки, узнав, что его ищет Локдаун. По дороге он меняет альт-форму и вызывает четырёх оставшихся автоботов, которыми являются Бамблби, Хаунд, Дрифт и Кроссхейрс. Узнав, что все остальные мертвы, и даже увидев записи с мини-дрона, на которых записаны убийства Лидфута и Рэтчета, Оптимус решает проникнуть в офис KSI. Там Бамблби, Кейд и Шейн обнаруживают, что все тела убитых или просканированных трансформеров перерабатываются и из них создаются новые. Попутно Бамблби видит Стингера со слоганом «На базе Бамблби, но лучше во всём!» и крушит его. Увидев, что Рэтчета отправляют на переплавку, Оптимус отдаёт автоботам приказ уничтожить лабораторию. Автоботы разрушают офис и спасают Кейда, которого поймали и отвели на допрос к Аттинджеру; затем освобождают Брэйнса, которого люди держали как переводчика данных, выкачиваемых из других трансформеров. Джошуа возмущается и уверяет их, что их действия бессмысленны, на что Оптимус не соглашается. Затем Прайм отдаёт общий приказ уходить, и в итоге Аттинджер отдаёт приказ активировать Гальватрона и Стингера для поимки автоботов.
Догнав автоботов, Гальватрон вступает в бой с Оптимусом. Оптимус понимает, что Гальватрон имеет сознание Мегатрона. Также обнаруживается, что Гальватрон не до конца подчиняется людям. Но в Оптимуса стреляет появившийся Локдаун и, сильно ранив его, забирает с собой Оптимуса и (случайно) Тессу, сидевшую в машине, на капот которой откинулась голова Прайма при падении. Локдаун сообщает Прайму, что те, кто создали его, хотят встретиться с ним. Во время передачи Оптимуса Локдаун отдаёт людям некое «зерно», что замечает затаившаяся Тесса, удравшая из цеха переработки отходов, куда её бросили прямо в машине. Кейд же с Шейном и автоботами проникают на корабль Локдауна, вызволяют Оптимуса и Тессу. Автоботы улетают, отцепив отсек с тюрьмой, в которой содержались диноботы, а людям приходится спускаться с корабля по якорным тросам, выпущенным автоботами в здание под кораблём во время саботажа. Ищейки Локдауна преследуют их, а потом рвут тросы, встретив огонь инопланетной пушки Кейда, которую тот нашёл на корабле. Появившийся вовремя Бамблби расшвыривает ищеек, тросы рвутся, все падают — и люди успешно спасаются, пойманные молодым автоботом.
Локдаун улетает, не заметив пропажу. У спасённого от людей Брэйнса герои узнают, что хотя останки Мегатрона и послужили для создания Гальватрона, его разум не был уничтожен. Поэтому он не подчиняется до конца людям и заразил новую армию из земных прототипов своими хромосомами. Кейд связывается с Джошуа и рассказывает обо всём, взывая к его совести. Переправив Гальватрона в Китай, во время встречи с Аттинджером Джошуа узнаёт, что Гальватрон полностью обрёл разум берёт под контроль все остальные прототипы и превратив их в новых десептиконов. В нём всё-таки просыпается совесть, поэтому вместе с Су Юэмин он выбирается на крышу в надежде на эвакуацию. Гальватрон призывает всех трансформеров, собранных людьми, выкрасть «зерно». Выясняется, что «зерно» — это устройство, подобно атомной бомбе, испускающее в результате взрыва энергетический импульс, превращающий всё в металл трансформий, который так нужен людям для новых роботов. Оптимус сообщает Кейду, Тессе и Шейну, что когда они остановят трансформеров, созданных людьми, и заберут зерно, они улетят навсегда.
Добравшись до Китая, они забирают Джошуа с «зерном» в Гонконге. Их находит Гальватрон и стреляет в корабль. Не успев выбраться, Оптимус, Дрифт и Кроссхэйрз падают в лесу. Остальные начинают сражение. Кейд, считая себя обязанным помочь Прайму, велит Шейну, которого поначалу принял враждебно, позаботиться о Тессе. Кейда преследует Савой, но в драке Кейд выбрасывает его из квартиры многоэтажного дома и Савой разбивается насмерть. Оптимус понимает, что им нужна подмога, и освобождает Рыцарей Теменоса, сам будучи не рождённым, но созданным одним из них (о чём сообщал Локдаун на корабле, бросая Прайма в клетку), призывая их объединиться против Гальватрона. Лидер диноботов — Гримлок — вступает в бой с Праймом, но Оптимус укрощает его и подчиняет всех диноботов. Автоботы, оседлав диноботов, отправляются на помощь остальным, чтобы убить оставшихся клонов трансформеров. В это время Бамблби дерётся со Стингером, он прыгает на Стрейфа дабы спастись, но за его ноги цепляется Стингер. Начинается бой, в котором Бамблби выигрывает и скармливает голову Стингера Стрейфу.
На автоботов нападает вернувшийся Локдаун. Оптимус вступает с ним в битву, но на Кейда нападает Аттинджер, и Оптимус отвлекается от боя, чтобы помочь Кейду, и убивает Аттинджера. Пользуясь моментом, Локдаун нападает на Оптимуса со спины и прибивает его же мечом к стене завода, а также атакует Кейда, вступившего с ним в единоборство. Прайма спасает Бамблби, ослушавшийся приказа, и вступает в бой с Локдауном, но проигрывает. На помощь автоботам приходят Тесса и Шейн — они вызволяют Оптимуса, и тот убивает Локдауна.
Гальватрон же, побеждённый и оставшийся ни с чем, уходит с поля боя со словами: «Мы ещё встретимся, Прайм, ибо я возродился». Он окончательно вернул себе разум Мегатрона. Оптимус с Кейдом, Тессой и Шейном, прилетает ко всем автоботам и даёт диноботам свободу. Кейд говорит Шейну, что он отличный парень и одобряет его отношения с Тессой. Кейд решает вернуться домой, но Тесса напоминает отцу, что их дом разрушен. Впрочем, Джошуа уверяет, что об этом позаботится. После этого Оптимус говорит, что отправляется в изгнание, чтобы унести «зерно» подальше от Земли; автоботам же поручает защищать семью людей, как они защищали автоботов. Он взлетает и устремляется далеко к звёздам, отправив послание «Создателям»: «Во Вселенной есть тайны, которые нам не суждено разгадать, но кто мы такие, и почему мы здесь, к ним не относятся. Эти ответы живут внутри нас. Меня зовут Оптимус Прайм, и это послание моим Создателям. Оставьте планету Земля в покое, потому что я иду за вами!».

## В ролях
| Актёр          | Роль              |
| -------------- | ----------------- |
| Марк Уолберг   | Кейд Йегер        |
| Никола Пельтц  | Тесса Йегер       |
| Джек Рейнор    | Шейн Дайсон       |
| Стэнли Туччи   | Джошуа Джойс      |
| Келси Грэммер  | Гарольд Аттинджер |
| Титус Уэлливер | Джеймс Савой      |
| Ли Бинбин      | Су Юэмин          |
| София Майлс    | Дарси Тиррел      |
| Ти Джей Миллер | Лукас Фланнери    |

| Актёр           | Роль                    |
| --------------- | ----------------------- |
| Питер Каллен    | Оптимус Прайм (озвучка) |
| Фрэнк Уэлкер    | Гальватрон (озвучка)    |
| Марк Райан      | Локдаун (озвучка)       |
| Джон Гудмен     | Хаунд (озвучка)         |
| Кэн Ватанабэ    | Дрифт (озвучка)         |
| Джон Ди Маджио  | Кроссхейрс (озвучка)    |
| Роберт Фоксуорт | Рэтчет (озвучка)        |
| Рино Уилсон     | Брэйнс (озвучка)        |

## Трансформеры

### Автоботы
- Оптимус Прайм, лидер автоботов. Трансформируется в ржавый тягач «Marmon Cabover 97», а позже в модернизированный красно-синий тягач «Western Star 5700XE» 2014 года выпуска[5][6][7]. Вооружён Мечом Правосудия, щитом с острыми краями, пулемётом, клинком в правом запястье и мощной пушкой, встроенной в сам щит.
- Бамблби, верный соратник и правая рука Оптимуса Прайма. Трансформируется в модернизированный чёрно-жёлтый ретро-автомобиль «Chevrolet Camaro SS 350 Streetfighter Vengeance (MkI)» 1967 года, а позже в современный концептуальный жёлто-чёрный Chevrolet Camaro Concept (MkV) 2014 года[6]. Вооружён термоядерной пушкой, в которую трансформируется его правая рука, ракетницами на обеих руках. На левой руке есть гарпун.
- Хаунд, автобот-оруженосец, обладающий разнообразным арсеналом огнестрельного оружия: пулемёт трёхствольный (действующий по принципу Гатлинга), автомат, гранаты, четыре обреза (два четырёхствольных и два одноствольных) и нож. Трансформируется в зелёно-серый военный грузовик «Oshkosh FMTV 6x6» 2010 года[6].
- Дрифт, автобот-трёхрежимник. Трансформируется в чёрно-голубой гиперкар «Bugatti Veyron 16.4 Grand Sport Vitesse» 2012 года и кибертронский вертолёт, похожий на «Sikorsky S-97 Raider»[6]. В отличие от других автоботов, не пользуется огнестрельным оружием, а только двумя клинками. Внешне похож на древнего японского самурая, читает хокку и называет Оптимуса сэнсеем.
- Кроссхейрс, автобот-учёный. Трансформируется в модернизированный зелёно-чёрный «Chevrolet Corvette Stingray (C7)[6]». Вооружён двумя пистолетами-пулемётами вида УЗИ.
- Брэйнс, автобот-миникон, трансформирующийся в ноутбук «Lenovo ThinkPad Edge». Выживший в битве за Чикаго. В середине фильма он сообщает героям обо всём, что знает, и уходит.

### Диноботы
- Гримлок, лидер диноботов, трансформируется в механического тираннозавра[6]. Один из самых сильных воинов во вселенной. Превосходит Прайма в силе, но не в ловкости, а в режиме динозавра может извергать огонь. В режиме робота вооружён булавой и шипованными палицами, в которые видоизменяются его руки.
- Стрейф, трансформируется в механического двухголового птеранодона[8]. В режиме робота вооружён арбалетом и лёгким мечом.
- Слаг, трансформируется в механического трицератопса[8]. В режиме робота вооружён булавой с шипами и тяжёлым мечом.
- Скорн, трансформируется в механического спинозавра[8] с несколькими парусами на спине. В режиме робота вооружён мечом в левой руке.

### Десептиконы-прототипы
- Гальватрон — главный десептикон-прототип, созданный людьми. Трансформируется в модернизированный серо-чёрный тягач «Freightliner Argosy Interior[8]» 2011 года. Создавался как улучшенная версия Оптимуса, однако в конце фильма мы узнаём, что в нём присутствует разум Мегатрона. Обладает довольно крупным боевым арсеналом, в который входят ракетница, лезвия на локтях и плазменная пушка на правой руке, также в груди находится атомный реактор-дробилка. В режиме грузовика вооружён двумя ракетными установками. В конце фильма уходит, поняв, что битва проиграна. По всей видимости, полностью вернул память и вернётся как Мегатрон в качестве главного антагониста в пятом фильме.
- Стингер — десептикон-прототип, трансформирующийся в красно-чёрный спорткар «Pagani Huayra Carbon Option» 2012 года[6]. Является улучшенной версией Бамблби, был убит им же, а голова съедена Стрейфом. Вооружён тем же, чем и Бамблби, и пулемётом в правой руке. В режиме автомобиля вооружён ракетницами.
- Тракс — армия красных, синих, белых и чёрных прототипов, трансформирующихся в автомобили «Chevrolet Trax» 2013 года. В режиме робота вооружены когтями на правой руке и бластерами на левой руке. Все созданы на основе тела Роудбастера.
- Джанкхип — прототип-гештальт, состоящий из трёх роботов, которые при объединении образуют китайскую версию мусоровоза от Waste Management, Inc[9]. Создан на основе тела Боункрашера.
- Босс — армия клонов Старскрима, почти все были убиты Хаундом. Последний был убит Оптимусом Праймом и Гримлоком. Вооружён электрическим кнутом на левой руке, а на правой руке установлена пушка, похожая на турбину самолёта[10].
- Двухголовый Шоквейв — два двухголовых клона Шоквейва, один убит Хаундом, другой гранатой Локдауна.
- Oreo-бот — прототип-миникон, единственный, кто не был оживлён Гальватроном. Трансформируется в торговый автомат, рекламирующий печенье Oreo. Был убит Оптимусом Праймом.
- Неназванные прототипы — четыре десептикона-прототипа, трансформирующиеся в спорткары «McLaren MP4-12C», «Aston Martin DBS V12» и два автомобиля «Lamborghini Gallardo».

### Камео
- Рэтчет, полевой медик, верный соратник Оптимуса Прайма, трансформирующийся в спасательный внедорожник «Hummer H2 Medical» 2007 года[7]. Вооружён циркулярными пилами и бластером. В начале фильма его убивает Локдаун.
- Сентинел Прайм — перечёркнутая карточка с его изображением, также его голова была показана во флешбэке.
- Айронхайд — перечёркнутая карточка с изображением Айронхайда.
- Арси — перечёркнутая карточка с изображением Арси.
- Кью — перечёркнутая карточка с изображением Кью.
- Роудбастер — показаны кадры из битвы из Чикаго.
- Лидфут — автобот, член отряда рэкеров. Трансформируется в красный ралли-кар Chevrolet Impala. Запись гибели Лидфута сохранилась на одном из захваченных Кейдом дронов.
- Баррикейд — показаны кадры из битвы в Чикаго.
- Десептикон-мусоровоз — десептикон из третьей части, трансформирующийся в мусорвоз «Mack». В фильме записан как «Garagebot» и появляется лишь на карточке.

### Прочие
- Локдаун — трансформер-наёмник. Первый трансформер, который служит создателям. Трансформируется в серый Lamborghini Aventador LP 700-4 (LB834)[6] 2011 года. Убит Оптимусом Праймом. В режиме робота вооружён ракетами на плечах, крюками, гранатами, мечом и дальнобойной пушкой.
- Наёмники Локдауна — воины, которых полно на корабле Локдауна. Все были убиты автоботами. Были вооружены плазмеными пушками и прочим вооружением.
- Стилджо — волкоподобные роботы, прислуживающие Локдауну. Были убиты Бамблби.
- Квинтессоны — создатели трансформеров. По версии фильма, именно из-за них были уничтожены динозавры. В начале фильма мельком появляется рука неизвестного пришельца. В финале фильма Оптимус отправляется к ним.
- Хромосомы Мегатрона — трансформеры, похожие на механических мух. Передали сознание Мегатрона в тело Гальватрона.

## Кастинг
- Роль главного героя изобретателя по имени Кейд в фильме досталась Марку Уолбергу[11][12][13].
- Изабель Корниш, Маргарет Куэлли, Никола Пельтц и Габриэлла Уайлд прослушивались на роль Тессы. Роль получила Никола Пельтц[14][15].
- Люк Граймс, Лэндон Либуарон, Джек Рейнор, Хантер Пэрриш и Брентон Туэйтес прослушивались на роль Шейна. Роль получил Джек Рейнор[14][16].
- На роль главного злодея Гарольда Аттинджера был выбран Келси Грэммер[17].

## Съёмки
Съёмки фильма начались 28 мая 2013 года и проходили в Долине монументов, Детройте и центре McCormick Place. Фильм впервые отснят новой моделью цифровой кинокамеры компании IMAX Corporation с разрешением 4K каждой части стереопары.

## Компьютерная игра
В феврале 2014 года состоялся анонс компьютерной игры Transformers: Rise of the Dark Spark, которая будет кроссовером между вселенной фильмов и вселенной игр Transformers: War For Cybertron и Transformers: Fall of Cybertron. Игра вышла 24 июня 2014 года на платформы Microsoft Windows, Nintendo 3DS, PlayStation 3, PlayStation 4, Wii U, Xbox 360 и Xbox One. В России вышла 7 июля 2014 года.

## Продолжение
22 июня 2017 года в России состоялась премьера пятого фильма из серии о Трансформерах — «Трансформеры: Последний рыцарь». Именно он станет началом расширенной киноматографической Вселенной Трансформеров.